# Französisch-Englischer Krieg von 1294 bis 1298

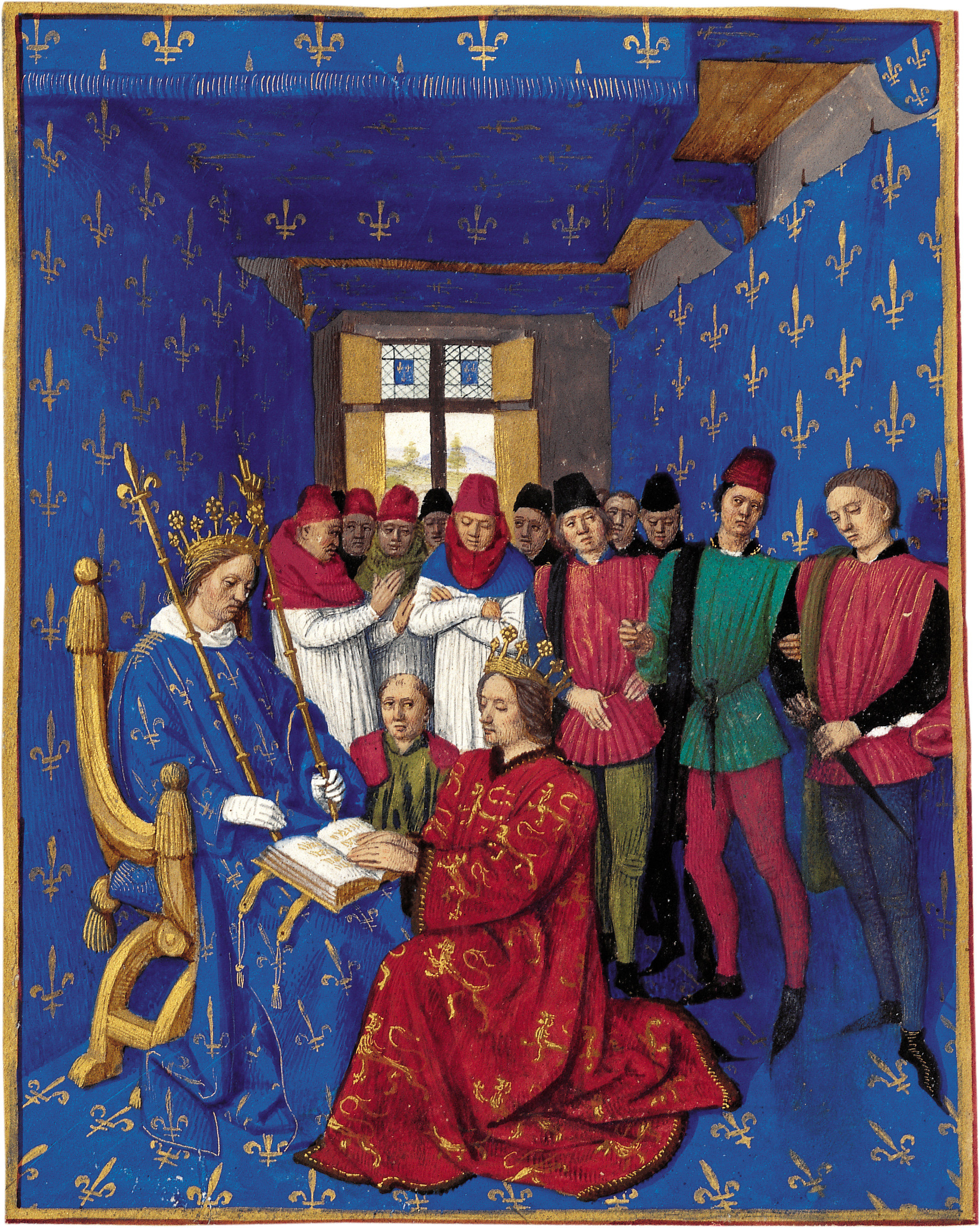
Der englische König Eduard I. huldigt dem französischen König Philipp IV. Französische Miniatur aus dem 15. Jahrhundert

Der Französisch-Englische Krieg von 1294 bis 1298 (französisch: Guerre de Guyenne, englisch: French War of 1294-1298) war ein militärischer Konflikt zwischen England und Frankreich. Der Krieg, in dem es zu Kämpfen und Feldzügen in der Gascogne und in Flandern kam, blieb militärisch unentschieden. Erst 1303 konnte schließlich ein Friedensvertrag geschlossen werden, in dem die Besitzstände zu Beginn des Krieges bestätigt wurden.

## Ursachen

### Ausgangslage
Ursache des Konflikts war der Streit um die südwestfranzösische Gascogne, die als Teil des Herzogtums Aquitanien ein Rest des angevinischen Reiches im Besitz der englischen Könige war. Im Vertrag von Paris von 1259 hatte der französische König Ludwig IX. den Besitz des englischen Königs anerkannt, gleichzeitig erkannte der englische König Heinrich III. den französischen König als seinen Lehnsherrn an. Zwar kam es an den Grenzen der Region mehrmals zu kleinen Gefechten zwischen französischen und englischen Vasallen, die von den jeweiligen Oberherren unterschiedlich geahndet wurden, doch nach dem Vertrag von Paris kam es zunächst zu keinen größeren Streitigkeiten zwischen den englischen und französischen Königen. Im Vertrag von Amiens 1279 erhielt der englische König Eduard I. sogar das Agenais, wie es bereits im Vertrag von Paris vereinbart worden war. Letztlich konnten die französischen Könige ein englisches Gebiet in Frankreich nicht tolerieren, doch der Ausbruch des offenen Konfliktes geschah dennoch unerwartet.

### Konflikte zwischen englischen und französischen Seeleuten
Die eigentliche Ursache waren vermutlich Gewalttätigkeiten von Seeleuten aus den englischen Cinque Ports und von der Besatzung eines Schiffes aus dem aquitanischen Bayonne, als diese 1292 in der französischen Normandie an Land gingen. Als Vergeltung unternahmen Seeleute aus der Normandie einen Überfall auf die Region an der Mündung des Gironde, dazu sollen englische und irische Schiffe auf See von französischen Schiffen angegriffen worden sein. Diese Angriffe störten den Handel zwischen England und Frankreich, so dass der französische König Philipp IV. 1293 in Bordeaux erklären ließ, dass er die Angriffe ausdrücklich verboten hätte. Dennoch gingen die Angriffe auf englische Schiffe weiter, und am 15. Mai 1293 wurde ein großer englischer Konvoi, der aus Portsmouth kam, bei Kap Pointe de Saint-Mathieu vor der Bretagne von Schiffen aus der Normandie angegriffen. Danach kam es zu einer weiteren Seeschlacht, die von beiden Seiten offenbar gezielt gesucht wurde. Unter großen Verlusten blieben dabei die englischen Seeleute siegreich.

### Gescheiterte diplomatische Bemühungen zur Beilegung des Konflikts
Der französische König verlangte auf Druck seines Bruders, Karl von Valois, die umgehende Freilassung der gefangen genommenen französischen Seeleute, während die englischen Behörden die Angelegenheit vor ihre Gerichte bringen wollten. Noch im Mai 1293 reiste eine hochrangige englische Gesandtschaft, geführt von Edmund of Lancaster, dem Bruder des Königs, und von Henry de Lacy, 3. Earl of Lincoln nach Paris, um einen Waffenstillstand zu vereinbaren. Ihnen folgte im Juli eine zweite Gesandtschaft, der mehrere erfahrene Juristen, darunter Bischof Richard of Gravesend von London, Roger Brabanzon und William Greenfield angehörten. Sie schlugen vor, dass der englische König die Franzosen, die durch englische Seeleute geschädigt worden waren, entschädigen würde, alternativ sollte eine aus je zwei Franzosen und Engländern gebildete Kommission einen Kompromiss finden oder letztlich könnte der Streit dem Papst zur Schlichtung vorgelegt werden. Die Franzosen zeigten sich jedoch kompromisslos. Sie verlangten die Auslieferung der städtischen Beamten der Gascogne sowie die Stellung von hundert Bürgern aus Bayonne als Geiseln, was von den englischen Beamten in der Gascogne nicht befolgt wurde. Daraufhin bestellte der französische König im Oktober 1293 den englischen König Eduard I. als seinen Vasallen für Januar 1294 an seinen Hof, wo er sich für die Zwischenfälle verantworten sollte. Der englische König lehnte ein persönliches Erscheinen in Paris ab, doch im Januar 1294 machte Edmund of Lancaster, unterstützt von dem erfahrenen Beamten John de Lacy, in Paris einen neuen Vermittlungsversuch. In vertraulichen Verhandlungen schlug Edmund vor, dass sein verwitweter Bruder Eduard Philipps Schwester Margarethe heiraten solle. Als Zeichen seines guten Willens bot er an, dass Frankreich die Gascogne besetzen solle, um die öffentliche Meinung in Frankreich zu beruhigen, doch das Gebiet nach kurzer Zeit wieder an England zurückgeben solle. Der französische König widerrief dafür die Vorladung des englischen Königs. Die Franzosen nahmen das Angebot an, und im März 1294 reiste John de Lacy in die Gascogne, um alle Städte außer Bordeaux den Franzosen zu übergeben. Dann erklärte der französische König jedoch vor seinem Rat, dass er die Gascogne nicht wieder herausgeben würde und erneuerte die Vorladung des englischen Königs vor das französische Parlement. Das Parlement erklärte wegen des Nicht-Erscheines des englischen Königs am 19. Mai dessen Besitzungen in Frankreich für verwirkt. In einem auf den 20. Juni 1294 datierten Brief kündigte daraufhin Eduard I. seine Lehenstreue gegenüber dem französischen König auf. Doch erst Anfang August sandte er, da er Übergriffe der Franzosen auf weltliche Gesandte fürchtete, vier Mönche als Überbringer des Briefes nach Paris. Die Mönche wurden tatsächlich eingekerkert, ehe sie als Gesandte anerkannt wurden.
Damit war ein offener Krieg zwischen England und Frankreich unvermeidbar geworden. Die englische Diplomatie hatte vollständig versagt, doch offenbar waren die englischen Gesandten von Philipp IV. gezielt betrogen worden, der den offenen Krieg scheinbar nicht scheute.

## Der Krieg in der Gascogne von 1294 bis 1298

### Vorbereitungen für den Feldzug
Die Engländer traf der Krieg unvorbereitet, und die Vorbereitungen für einen Feldzug nach Südwestfrankreich nahmen einige Zeit in Anspruch. Für den 1. September berief Eduard I. sein Feudalheer nach Portsmouth, um von dort ein Heer nach Südwestfrankreich zu schicken. Zugleich plante er aber, Frankreich auch von den Niederlanden aus anzugreifen, weshalb er wohl schon im Juni Gesandte zum römisch-deutschen König Adolf von Nassau sandte. Dazu versuchte er, zahlreiche westdeutsche Fürsten, aber auch einige ostfranzösische Adlige für ein gegen den französischen König gerichtetes Bündnis zu gewinnen. Stillschweigend musste Eduard I. aber akzeptieren, dass die meisten seiner englischen Vasallen sich weigerten, als unbezahltes Feudalheer in seinen französischen Besitzungen zu kämpfen. Deshalb musste er Söldner anwerben, so dass erst um den 9. Oktober ein erstes englisches Heer von Portsmouth aus nach Südwestfrankreich aufbrechen konnte. Diese Vorhut stand unter dem Kommando des jungen, unerfahrenen Johann II. von der Bretagne, einem Neffen des Königs, dem jedoch der erfahrene Ritter John de St John zur Seite gestellt wurde. Diesem Kontingent sollte wenig später ein größeres Heer unter dem Kommando von Edmund of Lancaster folgen, während der König selbst ein weiteres Heer in die Niederlande führen wollte.

### Erfolgreicher englischer Feldzug 1294
Die englische Vorhut unter Johann von der Bretagne und John de St John überfiel auf der Seereise nach Südwestfrankreich zunächst die Gegend um Kap Saint-Mathieu und die Île de Ré, ehe sie die Gironde-Mündung erreichte. Dort eroberten sie ohne große Gegenwehr Castillon, Macau, Bourg und Blaye. Ein Angriff auf das inzwischen ebenfalls von Frankreich besetzte Bordeaux wurde von den Verteidigern abgewiesen, worauf die englische Flotte weiter die Garonne hinaufsegelte. Podensac und Rions ergaben sich ohne Gegenwehr, und erst dort gingen die Truppen an Land. Während Johann von der Bretagne mit William Latimer in Rioms blieb, zog St John mit einem Teil der Armee nach Süden, wo sich ihm am 1. Januar 1295 Bayonne ergab. Damit waren die raschen, hauptsächlich mit Hilfe der Flotte durchgeführten englischen Angriffe äußerst erfolgreich gewesen. Die erwartete Ankunft der größeren Armee unter Edmund of Lancaster verzögerte sich jedoch, weil Eduard I. die Truppen erst zur Niederschlagung des im September 1294 begonnenen Aufstands in Wales benötigte.

### Französischer Gegenangriff von 1295
Gegen diese englischen Angriffe führte Karl von Valois im März 1295 einen Gegenangriff. Während er Rioms belagerte, vereinbarte John Giffard, der Kommandant von Podensac, die Übergabe der Stadt. Giffard handelte den Abzug der englischen Garnison aus, während er die Einwohner der Stadt der Rache der Franzosen überließ. Diese ließen 50 Bürger durch Hängen hinrichten. Um die aufgebrachten Bewohner von Rioms zu beruhigen, ließ Ralph Gorges, der Marshall der englischen Armee, Giffard vor Gericht stellen. Dies führte jedoch zu einer Revolte unter den englischen Truppen, vor der Johann von der Bretagne und zahlreiche Ritter auf die Schiffe der englischen Flotte flüchteten. Daraufhin konnten die Franzosen ohne große Gegenwehr Rioms erobern, wobei mehrere englische Ritter, darunter Thomas de Turberville, gefangen genommen wurden. Weiter südlich musste Hugh de Vere nach tapferer Verteidigung Saint-Sever übergeben, doch nachdem das französische Hauptheer weitergezogen war, konnten die Engländer die Stadt rasch zurückgewinnen. Im Sommer 1295 aber waren nur noch die Region um Bayonne sowie die belagerten Städte Bourg und Blaye an der Gironde im Besitz der Engländer.

### Der Seekrieg im Ärmelkanal
Im Sommer 1295 heuerte der französische König Schiffsbauer aus Genua an, um eine Flotte aufzubauen und um damit einen Seekrieg gegen englische Häfen zu führen. Dover wurde angegriffen und ging teils in Flammen auf, während ein Angriff auf Winchelsea dank einer Flotte aus Yarmouth abgewehrt werden konnte. Die angespannte Situation wurde durch die Aufdeckung des Verrats von Thomas Turberville verschärft. Dieser war angeblich aus französischer Gefangenschaft entkommen und nach England zurückgekehrt. Dann wurde ein Brief von ihm abgefangen, in dem er Details über die englische Verteidigung nach Frankreich senden wollte. Turberville, der als Ritter des königlichen Haushalts das Vertrauen des Königs besessen hatte, wurde hingerichtet. König Eduard I. hatte bereits Ende 1294 den Bau von 30 Galeeren zur Verteidigung der südenglischen Küste angeordnet. Nun verstärkte er die Truppen in Südengland. Er war zwar zu einem Frieden bereit, da er gerade erst den Aufstand in Wales niedergeschlagen hatte und zudem ein Konflikt mit Schottland drohte. Er war jedoch nicht bereit, seine jüngst gewonnene Vormacht über die britischen Inseln durch den Verlust der Gascogne zu gefährden.

### Weitere Kämpfe in der Gascogne
Die angespannte Lage in England führte dazu, dass nur im Juli 1295 ein kleines Kontingent unter John Botetourt zur Verstärkung nach Südwestfrankreich aufbrechen konnte. Im August 1295 weigerte sich jedoch eine Gruppe von Magnaten, geführt vom Earl of Arundel, Militärdienst in der Gascogne zu leisten. Erst als der König ihnen hohe Strafgelder androhte, willigten sie ein. Ab Oktober wurde schließlich ein starkes englisches Heer aufgeboten und in Winchelsea und in Portsmouth wurde eine Transportflotte versammelt, doch wegen der Erkrankung von Edmund of Lancaster, des Kommandanten der Armee, brach diese erst im Januar 1296 in die Gascogne auf. Die Engländer erreichten Bourgh und Blaye, doch ein erneuter Angriff auf Bordeaux scheiterte. Bei einem Ausfall der französischen Garnison zogen sich diese scheinbar zurück, worauf ihnen einige Engländer folgten, doch hinter ihnen wurden die Stadttore geschlossen, worauf sie sich ergeben mussten. Auch der Versuch der Engländer, einige Bürger von Bordeaux zu bestechen, damit sie ihnen die Tore öffneten, wurde aufgedeckt. Als die Engländer Saint-Macaire belagerten, verteidigte die französische Garnison erfolgreich, bis ein französisches Entsatzheer unter Robert II. d’Artois die Belagerung aufhob. Schließlich erkrankte Lancaster und starb Anfang Juni 1296 Bayonne. Der Earl of Lincoln übernahm nun die Führung der englischen Truppen, erreichte aber bis Ende des Jahres nur wenig. Die Engländer konnten nur noch den südlichen Teil der Gascogne mit Dax, Saint-Sever und Bayonne halten. Keine der beiden Seiten konnte einen Sieg erringen, und ihre Aktionen erschöpften sich in planlosen Belagerungen und kleinen Gefechten. Als der Earl of Lincoln Verstärkungen und Nachschub nach Bellegarde bringen wollte, geriet die englische Armee am 2. Februar 1297 in einen Hinterhalt von Robert II. d’Artois. Wie damals üblich, marschierte das englische Heer in drei Kolonnen. Als die Vorhut unter St John einen Wald verlassen wollte, wurde sie überraschend von den Franzosen angegriffen. Lincoln versuchte mit seiner mittleren Kolonne in die Schlacht einzugreifen, doch flüchtende Truppen blockierten den Weg. Der Kampf dauerte bis zur Dämmerung, doch schließlich musste Lincoln zusammen mit Johann von der Bretagne flüchten, während St John mit mehreren anderen Rittern in französische Gefangenschaft geriet. Er kam erst 1299 wieder frei und kehrte nicht nach Südwestfrankreich zurück. Im Sommer 1297 unternahm Lincoln noch eine Chevauchée bis nach Toulouse, ehe im Herbst 1297 nach dem Scheitern des englischen Angriffs von Flandern aus ein Waffenstillstand geschlossen wurde.

### Truppenstärken
Wie stark die englische Armee in der Gascogne war, ist unbekannt. Zur Armee des Earl of Lancaster, die sich 1294 zum Aufbruch in Portsmouth sammelte, gehörten 1537 Pferde. Alleine Lancaster soll dabei mindestens 278 Mann in seinem Gefolge gehabt haben. Insgesamt zahlten die Engländer an ihre Ritter und sonstigen Reiter £ 37.051, weitere £ 17.928 zahlten sie an englische und spanische Infanteristen. Dazu kamen aber beträchtliche Einheiten aus der Gascogne, die £ 137.595 Sold erhielten. Städte wie Bayonne, Bourg, Blaye und Saint-Sever unterstützten entschlossen die Engländer. Allein aus Bayonne erhielten die Engländer £45.763 Kredit. Bordeaux dagegen blieb zunächst fest in französischer Hand.

## Der Feldzug nach Flandern

### Diplomatische Vorbereitungen für eine Landung in den Niederlanden
Eduard I. kann nie gehofft haben, den Krieg alleine mit Kämpfen in Südwestfrankreich gewinnen zu können. Bereits auf einer Ratsversammlung 1294 riet ihm Bischof Antony Bek von Durham, Verbündete in den Niederlanden zu suchen, um von dort Frankreich anzugreifen. Bek gehörte dann auch zusammen mit John of Sandford, dem Erzbischof von Dublin sowie mit Hugh le Despenser und Nicholas Seagrave zu den Gesandten, die versuchen sollten, ein Bündnis mit dem römisch-deutschen König Adolf von Nassau und mit dem Kölner Erzbischof Siegfried von Westerburg zu schließen. Die Gesandten versprachen Adolf von Nassau, ihm bis Weihnachten 1294 £40.000 zu zahlen, weitere £ 20.000 solle er erhalten, wenn der englische König in den Niederlanden landen würde. Dem Kölner Erzbischof wurden 10.000 Mark und schließlich weitere £ 2000 versprochen, wofür er den englischen König mit 1000 Reitern unterstützen wollte. Herzog Johann von Brabant, der ein Schwiegersohn des englischen Königs war, wollte 2000 Reiter für den Zeitraum von sechs Monaten stellen, wofür er 160.000 livres tournois (umgerechnet etwa £ 40.000) erhalten sollte. Dem Grafen von Geldern wurden 100.000 livres tournois versprochen, Graf Florens V. von Holland 80.000 livres. Auch der Graf von Katzenelnbogen und andere deutsche Fürsten schlossen sich dem Bündnis gegen Frankreich an. Graf Heinrich von Bar war seit September 1293 mit einer Tochter des englischen Königs verheiratet und versprach, gegen Zahlung von 30.000 Mark mindestens 1000 Reiter für den Krieg gegen Frankreich zu stellen. Der mit Eduard I. verwandte Graf Amadeus V. von Savoyen unterstützte ebenfalls die Allianz. Aufgrund der Lage seiner Grafschaft kam Graf Guido von Flandern eine entscheidende Rolle in dem antifranzösischen Bündnis zu. Graf Guido war ein Vasall des französischen Königs, doch er griff den bereits seit 1292 diskutierten Plan auf schloss 1294 mit dem englischen König einen Heiratsvertrag für eine seiner Töchter mit dem englischen Prinzen Eduard. Dazu versprach ihm der englische König 200.000 livres tournois. Der französische König verweigerte als Lehnsherr sein Einverständnis für diese Hochzeit, so dass die englisch-flämische Allianz nicht zustande kam. Graf Guido musste schließlich dem französischen König erneut sein Wohlverhalten versprechen und seine Tochter nach Paris überstellen, wo sie im Louvre untergebracht wurde. Anfang 1296 konnte König Philipp IV. einen weiteren diplomatischen Erfolg erzielen, als er am 6. Januar gegen die Zahlung von 25.000 Livres und einer jährlichen Pension von 4000 Livres ein Bündnis mit Graf Florens V. von Holland schloss.

### Verzögerung durch den Krieg mit Schottland und Verwicklung in die Ermordung des Grafen von Holland
Die gescheiterten Bündnisse mit Flandern und Holland verwehrtem dem englischen König nun, in den Niederlanden zu landen, um von dort mit Unterstützung seiner Verbündeten Frankreich anzugreifen. Dazu kam der beginnende Krieg mit Schottland, dessen König John Balliol im Oktober 1295 mit dem französischen König ein Defensivbündnis geschlossen hatte. Das englische Heer zog im Frühjahr 1296 darauf nach Schottland und konnte die Schotten im April in der Schlacht bei Dunbar entscheidend schlagen. Im Juli musste sich John Balliol ergeben. Die Engländer verhängten nicht nur gegen Flandern, sondern auch gegen das vertragsbrüchige Holland, dessen Graf im Konflikt mit dem Herzog von Brabant lag, ein Handelsembargo. Sie unterstützten auch die Verschwörung von Johann von Cuyk, einen Vasallen des Herzogs von Brabant, der Graf Florens V. gefangen nehmen ließ. Dabei wurde der holländische Graf von Johann de Renesse und anderen Adligen ermordet. Der neue Graf, Florens junger Sohn Johann I., erneuerte, beeinflusst von englandfreundlichen Ratgebern, das Bündnis mit Eduard I. und wurde Anfang 1297 mit einer von dessen Töchtern verheiratet. In Brüssel konnte der englische Gesandte Walter Langton von Johann I. von Chalon-Arlay und anderen Adligen aus der Freigrafschaft Burgund die Zusicherung erhalten, gegen Zahlung von 60.000 Livres im ersten Jahr und 30.000 Livres in jedem folgenden Jahr 500 Reiter für den Krieg gegen Frankreich zu stellen.

### Französischer Angriff auf Flandern
In Flandern befand sich Graf Guido in einer schwierigen Lage, als sich die von reichen Kaufmannsfamilien geführten Städte Lille, Brügge, Douai und Ypern gegen ihn an das Parlement in Paris wandten. Ende 1296 schickte König Eduard I. nun erneut Gesandte, darunter Hugh le Despenser nach Flandern, um doch noch mit dem Grafen ein militärisches Bündnis auszuhandeln. Den englischen Unterhändlern gelang es, am 5. Februar 1297 eine Allianz mit Flandern zu schließen, indem Flandern von England 100.000 livres tournois sowie militärische Unterstützung gegen den französischen König zugesagt wurde. König Philipp IV. von Frankreich reagierte prompt auf diese Bedrohung, da Flandern ein französisches Lehen war, und fiel im Juni 1297 in Flandern ein. König Eduard I. sah sich in England dagegen einer Revolte seiner kriegsmüden Magnaten gegenüber, die ihre Teilnahme an einem Feldzug in die Niederlande verweigerten. Er konnte schließlich erst am 22. August mit nur 895 Reitern und fast 8000 Mann Infanterie nach Flandern aufbrechen. Zu diesem Zeitpunkt war der Krieg dort aber militärisch fast entschieden. Die Franzosen hatten bis auf Gent, Ypern und Douai fast die gesamte Grafschaft erobert. Die englischen Verbündeten in Deutschland und in den Niederlanden hatten gezögert, ohne militärische Unterstützung durch Eduard I. gegen Frankreich ins Feld zu ziehen. Nur Graf Walram von Jülich hatte mit einigen Adligen aus Brabant und anderen Teilen Deutschlands ein kleines Heer aufgeboten und den Grafen von Flandern unterstützt. Ihr Heer wurde aber zusammen mit den flämischen Truppen am 20. August von Robert II. von Artois in der Schlacht von Veurne geschlagen.

### Englischer Feldzug nach Flandern und Waffenstillstand
Die englische Flotte, die aus 273 Schiffen bestand, erreichte die Mündung des Zwin. Dort kam es jedoch zu Kämpfen zwischen den Seeleuten aus Yarmouth, das 59 Schiffe stelle, und den Besatzungen der 73 Schiffe der Cinque Ports. Ehe der König diese Kämpfe stoppen konnte, waren mindestens 17 Schiffe versenkt worden. Eduard I. musste nun befürchten, von einem überlegenen französischen Heer gestellt zu werden, und zog nach Brügge, wo er Graf Guido traf. Da Brügge nur schwach befestigt war und es zudem Gerüchte über einen drohenden Aufstand der frankreich-freundlichen Bürger gab, zogen die Engländer und Graf Guido Anfang September weiter nach Gent. Auch dort drohte eine Revolte der Bürger, zumal es zu Plünderungen durch die undisziplinierten walisischen Söldner in englischen Diensten kam. Die Franzosen bereiteten sich nun auf eine Belagerung von Gent vor. Die Nachricht vom schottischen Sieg in der Schlacht von Stirling Bridge verbesserte nicht die Situation des englischen Königs. Als Mitte Oktober Johann von Cuyk von einem Besuch beim römisch-deutschen König Adolf von Nassau zurückkehrte und berichtete, dass dieser kein Heer für einen Krieg gegen Frankreich zusammengezogen hatte, war klar, dass Eduard I. den Krieg auch in Flandern nicht gewinnen konnte. Durch Vermittlung des neuen Erzbischofs von Dublin, William Holtham, der in Paris studiert hatte, konnte der französische König bewegt werden, Waffenstillstandsverhandlungen zuzustimmen. Nach fünftägigen Verhandlungen wurde am 9. Oktober 1297 in Vyve-Saint-Bavon ein bis zum 7. Dezember befristeter Waffenstillstand geschlossen, in den der Graf von Flandern mit einbezogen wurde.

### Abzug der Engländer aus Flandern
In dem Waffenstillstand war vereinbart worden, dass die Engländer unverzüglich aus Flandern abziehen sollten. Dies war jedoch nicht einfach umzusetzen, denn zum einen erwarteten die Flamen weiterhin militärische Unterstützung, zum anderen warteten die englischen Verbündeten auf die ihnen zugesagten Gelder. Trotz seiner militärischen Schwäche konnte Eduard I. den Waffenstillstand jedoch im Dezember weiter verlängern. Anfang Februar 1298 versuchten Genter Bürger, den englischen König in der Stadt zu überrumpeln, ihn gefangen zunehmen und ihn dem französischen König auszuliefern. Mit der Abenddämmerung wurden die Stadttore geschlossen, so dass die englische Infanterie, die in den Vororten untergebracht, den König nicht sofort unterstützen konnte. Innerhalb der Stadtmauern kam es zu heftigen Kämpfen, bei denen zahlreiche Engländer getötet wurden. Dann konnte die englische Infanterie jedoch ein Stadttor aufbrechen und den Kampf entscheiden. Anschließend kam es jedoch zu grausamen Ausschreitungen und Plünderungen, für die Eduard I. zahlreiche Soldaten hinrichten ließ. Angeblich musste ihn Bischof Antony Bek von weiteren Hinrichtungen abhalten. Am 5. Februar sandte der König Boten nach England, um dort Gelder aufzutreiben. Nachdem er diese erhalten hatte und damit Anfang März seine dringendsten Schulden bezahlen konnte, verließ der König Flandern und landete am 15. März in Sandwich.

## Weiterer Verlauf der Friedensverhandlungen

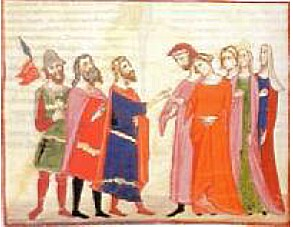
König Eduard I. und Margarethe von Frankreich. Darstellung aus dem 14. Jahrhundert

Nach dem Abzug der englischen Truppen aus Flandern erwiesen sich die weiteren Verhandlungen über Entschädigungsansprüche und die Lehnsverhältnisse jedoch als schwierig, so dass schließlich beide Seiten einer Schlichtung durch Papst Bonifatius VIII. zustimmten. Der Papst erklärte am 27. Juni 1298 einen unbefristeten Frieden, durch den der Vorkriegszustand in der Gascogne wiederhergestellt werden sollte. Um den Frieden zu besiegeln, vermittelte der Papst die bereits 1294 vorgeschlagene Heirat von König Philipps Schwester Margarethe von Frankreich mit König Eduard I., dazu die von Eduards I. Sohn Eduard mit Philipps Tochter Isabelle. Die Hochzeit von Isabelle sollte allerdings erst stattfinden, sobald sie das heiratsfähige Alter von zwölf Jahren erreicht hätte. Von seiner Unterstützung für Flandern rückte der englische König wieder ab, während die Franzosen ihre Unterstützung des Schottischen Unabhängigkeitskampfes einstellten. Die flämischen Unterhändler waren über den Treuebruch des englischen Königs, der sie scheinbar den Franzosen auslieferte, zutiefst verbittert. Im Juni 1299 erreichten die französischen und englischen Unterhändler eine Einigung, die wenig später von den beiden Königen bestätigt wurden. Im September 1299 heiratete Eduard I. Margarethe von Frankreich. Trotz dieser Annäherungen konnten sich alle Seiten nicht auf einen formalen Friedensvertrag einigen, zumal der Papst den englischen Krieg mit Schottland zunehmend kritisch sah. Frankreich verzögerte dazu die Rückgabe der besetzten Gebiete der Gascogne. Obwohl die Engländer noch bis 1306 Gelder an ihre ehemaligen Verbündeten zahlten, wurden die versprochenen Summen nie vollständig gezahlt. Für die zwischen 1294 und 1298 stattgefundenen Kämpfe und Verhandlungen hat Eduard I. vermutlich die immense Summe von etwa £ 750.000 aufgewendet, für die er im Grunde nichts erreicht hatte. Die französischen Kriegskosten lagen vermutlich noch höher.

## Erneuter Krieg in Flandern ab 1300 und Friedensschluss von Frankreich mit England
Als der Waffenstillstand im Januar 1300 auslief, flammte der flandrische Krieg wieder auf, während es in Aquitanien zu keinen neuen Kämpfen kam. Der englische König war durch den schottischen Unabhängigkeitskrieg äußerst belastet und hatte schon 1297 seinen Baronen Zugeständnisse machen müssen, um deren Unterstützung für diesen Krieg zu erhalten. Ein französisches Heer unter Karl von Valois besetzte nun ganz Flandern und nahm Graf Guido und dessen Sohn Robert in ritterliche Haft. Im Mai 1301 bereiste König Philipp IV. als Herrscher mit allem Pomp das Land. Die hohen Kosten für die französische Besatzung führte jedoch zu Spannungen in den Städten, da die Belastungen der Bürger ungleich verteilt wurden. In Brügge und Gent plünderten aufgebrachte Bürger die Häuser der städtischen Patrizier. Der französische Statthalter Jacques de Châtillon besetzte daraufhin beide Städte. Im Morgengrauen des 18. Mai 1302 kam es zum Volksaufstand der sogenannten Brügger Frühmette, bei der vermutlich mehrere Hundert französische Soldaten in ihren Quartieren von der Bevölkerung umgebracht wurden. Der folgende französische Straffeldzug endete am 11. Juli 1302 in der katastrophalen Niederlage der Sporenschlacht bei Kortrijk. Als die Bürger von Bordeaux von der französischen Niederlage hörten, vertrieben sie die französische Garnison und öffneten den englischen Truppen die Tore. Um nun alle verfügbaren Kräfte gegen Flandern einsetzen zu können, schloss Frankreich im Mai 1303 mit England den Vertrag von Paris, in dem es England gegen den Lehnseid des Thronfolgers Eduard den Besitz der Gascogne bestätigte.
Frankreich konnte die Flamen am 18. August 1304 in der Schlacht von Mons-en-Pévèle schlagen. Im Juni 1305 musste es jedoch im Vertrag von Athis-sur-Orge akzeptieren, dass der noch in französischer Gefangenschaft befindliche Robert Nachfolger seines verstorbenen Vaters Guido als Graf von Flandern wurde.